# Meis Clauson
Meis Clauson（メイス・クラウソン、10月11日 - ）は、日本の作曲家、編曲家。千葉県出身。男性。

## 概要
15歳の頃にゲーム音楽に非常に強く感動し、自分も人を感動させて恩返しがしたいと考え、音楽の道を志すようになった。制作当初はゲーム用音楽ということで、ジャンルにとらわれず様々な曲を制作していたが、幼少期よりアメリカのロック、ポップスや、日本のアニメソングを中心に聴いていた経験を活かそうと考え、2005年よりMeis Clauson名義でロック、ポップ・ミュージック、アニソンを主なスタイルとして、商業、同人問わず活動を始めることになった。

## 作品
（出典：）
〜2010年
- CLOSED/UNDERGROUND "狼ニ至ル病" 1曲作編曲&ミックス
- Primary 7th Album "seven'th color" 全6曲作編曲&ミックス&マスタリング
- Rill Practica "REGULUS" 1曲作編曲&ミックス
- Primary 6th Album "each" 全6曲作編曲&ミックス&マスタリング、内1曲共同作詞
- おにくだいすき委員会・CLOSED/UNDERGROUND "ぼくらにできることの、ひとつ。" 1曲作編曲&ミックス
- 夢見奏 "りりかる！" 主題歌、ED曲作編曲&ミックス&マスタリング
- Primary 5th Single "月" 1曲編曲&ミックス、全曲マスタリング
- Primary 5th Album "indications" 1曲作編曲&ミックス、全曲マスタリング
- CHAMBERS RECORDS "桜の舞う頃に" 1曲作編曲&ミックス
- 拡散風洞 "トリユメ〜トリフォリウムノユメ〜" ED曲作編曲&ミックス
- アトリエかぐやBerkshireYorkshir "プリ☆さら" 主題歌作編曲&ミックス&マスタリング、BGM1曲制作(主題歌のアレンジ)
- KAGUYA×yuiko "Gratitude" 9曲作編曲&ミックス
- 森里屋 "ex:hibition" 1曲作編曲&ミックス
- ALLEGORY WORKS "Vamp Note" 1曲作編曲&ミックス
- アトリエかぐやBerkshireYorkshire "さらさらささら" ED曲作編曲&ミックス
- アトリエかぐやBerkshireYorkshire "プリマ☆ステラ" 挿入歌作編曲&ミックス
- CHAMBERS RECORDS "ナツウタ2" 1曲作編曲
- Primary 4th Album "CUBE" 5曲作編曲&ミックス、1曲作曲、全曲マスタリング
- Primary 3rd Single "estrangement" 2曲作編曲&ミックス、全曲マスタリング
- アトリエかぐやHonky-Tonk Pumpkin "オレと彼女は主従なカンケイ" ED1曲作編曲&ミックス、BGM1曲制作(ED曲のアレンジ)
- CHAMBERS RECORDS "雪降る歌2" 1曲作編曲&ミックス
- CHAMBERS RECORDS "ナツウタ" 1曲作編曲
- Primary 3rd Album "Rotate" 6曲作編曲&ミックス
- Primary 2nd Single "fix" 2曲編曲&ミックス、全曲マスタリング
- Primary 1st Single "Solitary Flower" 2曲作編曲&ミックス、全曲マスタリング
- Primary 1st Album "ないしょのおとばこ。" 2曲作編曲&ミックス

2011年
- The Root of Heas Original Vocal&inst Album"DastinIa"(CD) 作編曲,Mix,Mastering
- Rita "Mjuka" 2曲作編曲
- Primary "sweet's holiday" 1曲ミックス&マスタリング
- MISHAORU "さよならの森" 2曲作編曲&ミックス&マスタリング
- Innocent Key "東方闇鍋" 1曲編曲&ミックス
- Adresse "Spilling Star" 1曲作編曲&ミックス
- RMR featuring X "GUALVIDE SONGS" 1曲編曲&ミックス
- HOOKSOFT "SuGirly Wish 〜シュガーリーウィッシュ〜" 挿入歌作編曲
- NONSUGAR "LEGEND SEVEN〜白雪姫と7人の英雄〜" 主題歌作編曲
- Primary "心音/Butterfly" 2曲作編曲&ミックス&マスタリング
- Suger plum Garden "鏡花水月" マスタリング
- RMR "超鬼兵ガルヴァイド" 1曲編曲&ミックス
- だんでらいおん "たいせつなきみのために、ぼくにできるいちばんのこと"主題歌CDマスタリング
- CLOCK MUSIC "リリーシングシーケンス/誕生日のタイムカプセル" 1曲Remix
- 31STYLE "Single 1st" 2曲作編曲&ミックス&マスタリング
- tamari≒yuiko "惑星航路" 2曲作編曲&ミックス&マスタリング
- 片霧烈火 "History of WORXSONGz" 1曲作編曲&ミックス
- アトリエかぐやBerkshireYorkshire "さくら色カルテット" ED曲作編曲&ミックス

2012年
- VisualArt's "ナジュムの星空"(CD) 2曲作編曲&ミックス
- Primary "SIN"(CD) 全曲作編曲&ミックス&マスタリング
- オトメイト "乙女的恋革命★ラブレボ!!100kgからはじまる→恋物語"(PSP) 主題歌&ED編曲
- りぶる "ミライセカイのプラネッタ"(PC) 主題歌作編曲&ミックス
- MISHAORU "そらいろの棘"(CD) 1曲作編曲&ミックス&マスタリング
- Primary "-1"(CD) 全曲作編曲&ミックス&マスタリング
- kaede.org "酣歌 vol.2"(CD) 1曲作編曲&ミックス
- ABSOLUTE CASTAWAY "Cielo Azul"(CD) 1曲作編曲&ミックス
- Adresse "SQUASH★LIFE"(CD) 1曲作編曲&ミックス
- UNiSONTSHIFT ACCENT. "おたマ！〜おたく仲間はちっこいマニア〜"(PC) 主題歌作編曲
- HOOKSOFT "LovelyQuest"(PC) ED曲作編曲
- Astronauts "えれくと！"(PC) ED曲作編曲
- IDEA FACTORY／LANTERN ROOMS "雅恋〜MIYAKO〜 あわゆきのうたげ"(PSP) ED曲編曲
- 山本美禰子 "Lazward 〜Mineko Yamamoto Works Best〜"(CD) 1曲作編曲
- FataMorgana "七つの罪の1から6まで"(CD) 1曲作編曲&ミックス
- Ontama "Phase:R"(CD) 1曲作編曲&2曲ミックス
- Aries "俺の彼女のウラオモテ"(PC) 主題歌作編曲&ミックス

2013年
- 熔解spoon "ゴミ溜めPEACE 外伝CD マリアと100の分別法"(CD) 主題歌作編曲
- HC8＊エイチシーエイト＊ "self：Operation"(CD) 1曲作編曲
- BlackButterfly "Butterfly Gloss"(PC) 3曲作編曲
- 豊丸産業株式会社 "CR魔神英雄伝ワタル"(CR) 1曲作編曲、2曲リアレンジ
- Rita WORKS BEST Side HAPPY "merry!" 1曲作編曲
- piriri! "きみと僕との騎士の日々 -楽園のシュバリエ-"(PC) OP曲作編曲
- アルケミスト/Aries "俺の彼女のウラオモテ 〜Pure Sweet Heart〜"(PSP) OP曲作編曲
- Astronauts "あおぞらストライプ"(PC) ED曲作編曲
- 野水いおり 1st album "Hat Trick"(CD)(TVアニメ「デート・ア・ライブ」3・7・11話ED)1曲作曲
- HEIWA "CR百花繚乱サムライガールズ"(CR) 1曲作編曲
- Primary "イナイセカイ／Aster tataricus"(CD) 全曲作編曲&ミックス&マスタリング
- 喜多修平 "ユメミルセカイ"(CD) 3曲編曲
- BlackButterfly "Butterfly Lip"(PC) 1曲作編曲
- ABSOLUTE CASTAWAY "童妖奇譚"(CD) 1曲作編曲&ミックス
- "きんいろモザイク"(TVアニメ)主題歌作曲 歌：Rhodanthe*（西 明日香、田中真奈美、種田梨沙、内山夕実、東山奈央）
- SMEE "フレラバ 〜Friend to Lover〜"(PC) 主題歌作編曲
- mao 3rd album "オトノトビラ"(CD) 1曲作編曲
- "俺の妹がこんなに可愛いわけがない"(TVアニメ)4話ED 歌：高坂桐乃（竹達彩奈）編曲
- 野水いおり 4th single(TVアニメ「デート・ア・ライブ」3・7・11話ED)作曲
- 片霧烈火 "モルモティカE"(CD) 2曲作編曲&ミックス
- Aries "ナイものねだりはもうお姉妹"(PC) メインテーマソング作編曲&ミックス
- だんでらいおん "めぐる季節の約束とつないだその手のぬくもりと"(PC)テーマソング作編曲&ミックス

2014年
- "結城友奈は勇者である"(TVアニメ)第四話ED,九話挿入〜ED・歌犬吠埼 樹（CV：黒沢ともよ）編曲
- ピクセルビー×よしづきくみち "Panoram A Leaf"(CD)1曲作編曲
- 真崎エリカ "SEVENTH PARADE"(CD) 1曲作編曲
- D2C "海賊ファンタジア・新章"(アプリ) 主題歌作編曲
- Primary "From GardeN"(CD) 全曲作編曲&マスタリング
- IDEA FACTORY "熱血異能部活譚 Trigger Kiss"(PS Vita) 主題歌作編曲
- Rita "masque -Rita WORKS BEST Side Cool-"(CD) 1曲編曲
- ABSOLUTE CASTAWAY "金平糖レトロチカ"(CD) 1曲作編曲
- MISHAORU "うなばらの繭"(CD) 1曲作編曲&マスタリング
- Aries "スクランブル・ラバーズ"(PC) 主題歌作編曲
- イメージソングアルバム "聖剣使いの禁呪詠唱"(CD) 1曲作編曲
- 劇場版 "世界一初恋・横澤隆史の場合"(映画) 主題歌作編曲
- 榊原ゆい "LOVE×CoverSongs"(CD) 1曲リアレンジ
- 暁WORKS "ハロー・レディ！"(PC) 主題歌作編曲
- GLacé "恋式マニュアル"(PC) EDテーマ作編曲

2015年
- ABSOLUTE CASTAWAY "カレイドパレヱド"(CD) 1曲作編曲
- Us:track "恋×シンアイ彼女"(PC) 挿入歌・ED曲作編曲
- Lump of Sugar "コドモノアソビ"(PC) 主題歌作編曲
- Rhodanthe* "FIRST*MODE"(CD) 2曲作曲
- Primary "STRUGGLES/ひとつの願い"(CD) 全曲作編曲&マスタリング
- Primary "PS2005-2013"(CD) リマスタリング
- 777☆SISTERS "FUNBARE☆RUNNER"(CD) 編曲
- カプコンcrossbeats REV. "星達のメロディ"(AC) 作編曲
- てぃ〜ぐる "幻のディストピア"(PC) OP・ED作編曲
- Primary "Point."(CD) 全曲作編曲&マスタリング
- "遊☆戯☆王ARC-V"(TVアニメ) ED曲編曲
- "ハロー！！きんいろモザイク"(TVアニメ)主題歌作曲 歌：Rhodanthe*（西 明日香、田中真奈美、種田梨沙、内山夕実、東山奈央）
- SAGA PLANETS "花咲ワークスプリング!"(PC) ED曲作編曲
- SMEE "Friend to Lover〜フレラバ〜"(PS Vita) PC版主題歌リアレンジ
- サンリオ "SHOW BY ROCK!!"(アプリ) シンガンクリムゾン楽曲作編曲
- ヒグチアイ "全員優勝"(CD) 3曲編曲

2016年
- 鎖那 "夏休みの転校生"(CD) 1曲編曲&Mix&マスタリング
- Primary "イノセンス/Depressing"(CD) 全2曲作編曲&マスタリング
- きんいろモザイク Pretty Days 主題歌 『Happy★Pretty★Clover』(CD) 作曲
- ガールフレンド(♪) 先行配信課題曲(アプリゲーム)『ふわり＊ススメ/フレッシュあらもーど』 作編曲
- 753.×ABSOLUTE CASTAWAY Collaboration ALBUM "Cross bouquet"(CD) 作編曲
- The Root of Heas Meis Clauson×Rita"Star's Voice"(CD) 作編曲,Mix,Mastering
- あっぷりけ "月影のシミュラクル"(PC他) 主題歌作編曲
- ガールフレンド(♪) キャラクターソング(CD)『ないしょのパ〜ティ〜タイム♪/優木苗（CV:日高里菜）』作編曲
- 狛枝凪斗(cv.緒方恵美) TVアニメ・ダンガンロンパ3-The End of 希望ヶ峰学園-絶望編 EDテーマ "絶対希望バースデー"(CD) c/w『残桜 -zanka-』編曲
- Tokyo 7th シスターズ 2nd Album "Are You Ready 7th-TYPES??"(CD) 収録曲『FUNBARE☆RUNNER』歌：777☆SISTERS 編曲
- TVアニメ・ラクエンロジック キャラクターソングアルバム "SONGS & MELODY"(CD) 収録曲『My dearest Hero』歌：剣しおり(CV.茅野愛衣) 作曲
- 西沢幸奏 3rd single "The Asterisk War"(CD) c/w『Brilliant Star』作曲
- tone work's "銀色、遥か"(PC) 2曲作編曲
- Aries "タラレバ"(PC) 主題歌作編曲
- Primary "SHUTTER*GIRL"(CD) 全6曲作編曲&マスタリング
- SB69シンガンクリムゾンズ "knocking' the next-door／Last Flower"(CD) 1曲作編曲
- バンダイナムコエンターテインメント "学戦都市アスタリスクフェスタ 鳳華絢爛"(PS Vita) 主題歌作曲

2017年
- Duca 4th album"ivy tone"(CD) 1曲作編曲
- 下野紘 TVアニメ・カブキブ！OPテーマ 下野紘3rdシングル"Running High"(CD)M2『Pleasure』作編曲
- Lump of Sugar "タユタマ2-After Stories-"(PC) 挿入歌作編曲
- アイドル事変 ブルーレイ＆DVD 第3巻特典CD、鬼丸靜(cv.渕上 舞)『I Wish, I Believe』作編曲
- ユニゾンシフト "あなたに恋する恋愛ルセット"(PC) 主題歌＆ED作編曲
- たぴみる TVアニメ・ゼロから始める魔法の書OP主題歌 1stシングル"発見者はワタシ"(CD)M2『こころスタート！』作編曲
- TVアニメ・天使の3P! 挿入歌集"Three Angels Complete Album♪"(CD)M5,11『INNOCENT BLUE』作編曲

2018年
- オルタナティブガールズ キャラクターソング『輝けスクールライフ/吉良小百合（CV:本渡楓）』作編曲